# サウスランド・スタッグス
サウスランド（Southland）は、ニュージーランドのインバーカーギルを拠点とするラグビーユニオン「ラグビー・サウスランド（Rugby Southland）」、およびその代表チームであり、ナショナル・プロヴィンシャル・チャンピオンシップ（NPC、ニュージーランド州代表選手権）に出場している。代表チームの愛称は「サウスランド・スタッグス（Southland Stags）」。

## 概要
サウスランド地方のインバーカーギルにあるラグビー・パーク・スタジアムがホームグラウンド。
オタゴ、ノース・オタゴと共に、スーパーラグビーのハイランダーズのフランチャイズに所属している。
チームカラーは、栗色。

## 歴史
1881年に、南島の 南東部オマルーから南西部インバーカーギルまでにわたる11のクラブ連合として、オタゴ・ラグビーフットボールユニオンが設立された。
1887年に、南西部インバーカーギルを拠点とするサウスランドが離脱し、サウスランド・ラグビーユニオン（現ラグビー・サウスランド）となった。
以後、サウスランドとオタゴは、ニュージーランドラグビーでにおいて強力な州間ライバル関係の1つとなった。隣接する この2つのラグビーユニオンは、ニュージーランドでもっとも頻繁に対戦している。1935年9月21日から1950年8月までのランファーリー・シールドは、サウスランドとオタゴの2チームで独占していた。

## 受賞
NPC（ナショナル・プロヴィンシャル・チャンピオンシップ）で総合優勝したことはない。
- NPC2部 南島優勝：1982年、1984年
- NPC2部優勝：1989年、1994年、1996年
- ランファーリー・シールド：1920年9月15日から2勝
- ランファーリー・シールド：1929年8月31日から4勝
- ランファーリー・シールド：1937年7月31日（1勝）
- ランファーリー・シールド：1938年9月10日から12勝
- ランファーリー・シールド：1959年9月28日（1勝）
- ランファーリー・シールド：2009年10月22日から7勝
- ランファーリー・シールド：2011年7月23日から3勝